# Juan Antonio Guerrero De La Cruz
Juan Antonio Guerrero de la Cruz (nacido el 1 de febrero de 1967 en San José de Los Llanos) es un ex infielder dominicano que jugó en las Grandes Ligas de Béisbol en 79 partidos con los Astros de Houston en 1992, principalmente como shortstop. Firmado por los Gigantes de San Francisco como amateur el 13 de septiembre de 1986, Guerrero pasó los próximos cinco años en el sistema de ligas menores de los Gigantes hasta ser drafteado por los Astros el 9 de diciembre de 1991 en el 1991 rule 5 draft. Hizo su debut en Grandes Ligas el 9 de abril de 1992 con los Astros y su último juego el 3 de octubre de 1992 con el mismo equipo.

## Estadísticas
- 79 juegos
- 125 veces al bate
- 8 carreras anotadas
- 25 hits
- 4 dobles
- 2 triples
- 1 jonrón
- 14 carreras impulsadas
- .200 de promedio[3]